# La ferrovia
La ferrovia (Le Chemin de fer) è un dipinto a olio su tela (93,3×111,5 cm) del pittore francese Édouard Manet, realizzato nel 1872-1873 e conservato alla National Gallery of Art di Washington.

## Descrizione
Manet subì irrimediabilmente il fascino delle ferrovie, universalmente riconosciute all'epoca come il simbolo del trionfo della rivoluzione industriale e del progresso scientifico. Così come per gli altri Impressionisti - nel biennio 1876-1877 Manet raffigurò molte volte la stazione di Saint-Lazare - Manet fece delle strade ferrate un oggetto degno della rappresentazione pittorica: vedere i treni in corsa in mezzo alla campagna, infatti, era per lui un affascinante spettacolo, e considerava i ferrovieri come persone dotate di piena padronanza di sé e di una risoluta volontà.
Manet intraprese l'esecuzione de La ferrovia nel 1872, dipingendo per la maggiore in en plein air, con l'aggiunta di alcuni dettagli secondari eseguita nel chiuso dell'atelier e la rifinitura globale portata a termine nel giardino del pittore Hirsch, all'incrocio tra rue de Rome e rue de Constantinople, dunque a poca distanza dal parco binari della trafficata stazione di Saint-Lazare. Il dipinto raffigura una donna e una bambina, per le quali posano rispettivamente Victorine Meurent, già modella di Olympia, e la figlia di un amico, probabilmente proprio dell'Hirsch. La ragazza di sinistra ha uno sguardo pensieroso e mesto e regge sul grembo un ventaglio, un libro aperto e un cagnolino addormentato (si tratta questa di una citazione dalla Venere di Urbino di Tiziano Vecellio, antico maestro particolarmente amato dal Manet). La bambina di destra, invece, è vestita con un elegante abito bianco e blu e rivolge le spalle all'osservatore: è aggrappata all'inferriata di ferro, e ammira con grande reverenza lo spettacolo del treno in manovra, che si fa strada verso la stazione con grandi sbuffi di vapore. Alla vivace curiosità della fanciulla si contrappone la mestizia della donna, consapevole della propria maturità, la quale infatti non è interessata all'arrivo della locomotiva, anche se interrompe per un attimo la lettura. A completare la composizione vi è un grappolo d'uva, posto a destra del muricciolo.
Il ritmo della visione è scandito dal succedersi delle sbarre dell'inferriata, un'invenzione già sperimentata qualche anno prima dal Manet nel dipinto Il balcone. La cancellata, infatti, si frappone tra lo sfondo e le due protagoniste, sicché anche l'osservatore viene posto allo stesso livello delle figure e pertanto osserva la scena al di qua delle sbarre. Questa soluzione, pur essendo molto innovativa, non fu affatto gradita dai critici che, ancora legati al vecchio chliché degli esordi del pittore, non lesinarono critiche velenose ed aspre: «Queste infelici, vedendosi dipinte in tal modo, volevano fuggire! Ma lui, previdente, ha messo una grata che ha loro tagliato ogni via di fuga». L'amico Burty, al contrario, colse con grande acume l'anima dell'opera: «Il movimento, il sole, l'aria tersa, i riflessi, tutto dà l'impressione della natura, ma della natura colta da un animo delicato e tradotta da uno raffinato».